# جونيور تاكر
جونيور تاكر (بالإنجليزية: Junior Tucker)‏ هو كاتب أغاني ومغني جامايكي، ولد في 1966 في Trenchtown ‏ في جامايكا.

## وصلات خارجية
- الموقع الرسمي
- جونيور تاكر على موقع ميوزك برينز (الإنجليزية)
- جونيور تاكر على موقع ديسكوغز (الإنجليزية)
- جونيور تاكر على موقع ديسكوغز (الإنجليزية)